# Nicolás II (papa)
Nicolás II (en latín, Nicolaus PP. II) de nombre secular Gerhard de Borgoña (Chevron, Reino de Arlés; entre 990 y 995-Florencia, Sacro Imperio Romano Germánico; 27 de julio de 1061) fue el 155.º papa de la Iglesia católica de 1059 a 1061.

## Biografía
Solo sabemos su nombre: Gerard, Gerald, Gherardi, Gerardus o Giroldus. 
Nació entre 990 y 995, Chevron (Cisvaro), la antigua Caprea Dunnun en Allobrogie (común actual-Mercury Gemilly en la Combe de Savoie), y haber pertenecido a la familia de Chevron Villette. 
Los textos antiguos se refieren como el Allobrox, Allobroge, las naciones Burgondio, Sabaudiensis SIVE (Borgoña nación o Savoy), que era entonces conocido como Gerardo de Borgoña, e incluso Gerald Lorena.

## Papado

### Elección
Tras la muerte de Esteban IX, un colegio cardenalicio dividido elige como sucesor a Benedicto X. 
Los cardenales disidentes se reúnen en Siena con Hildebrando, el futuro papa Gregorio VII, y eligen como legítimo sucesor del fallecido Esteban al obispo de Florencia, Gerhard de Borgoña, que adoptará el nombre de Nicolás II.

### Coronación
Tras deponer y excomulgar a Benedicto X en un sínodo celebrado en Sutri, Nicolás II fue coronado pontífice en Roma, el 24 de enero de 1059, en una ceremonia que por primera vez en la historia es similar a la de una coronación imperial.

### Pontificado
Nada más iniciado su pontificado, y ahondando en las medidas para reformar la Iglesia que habían iniciado sus predecesores, convocó un sínodo celebrado en Letrán (1059) en el que además de ordenar la excomunión de los sacerdotes casados que no repudiasen a sus esposas, prohibía a los laicos participar en misas celebradas por ellos. De su encarnizada lucha contra el matrimonio de los clérigos, deriva el término nicolaísmo.
En este mismo concilio se prohibió a los sacerdotes recibir una iglesia de manos laicas y obtener cargos eclesiásticos a cambio de dinero (simonía). 

### Reforma de la elección papal
Pero el aspecto más destacado de este sínodo lateranense fueron las nuevas reglas para las futuras elecciones papales. El nuevo sistema de elección pretendía que, tanto el Emperador como la nobleza romana dejaran de intervenir en la designación de los pontífices, para lo cual se decretó que:
- El candidato, perteneciente al clero romano, debía ser propuesto por los cardenales obispos.
- Su aceptación o rechazo incumbía a todo el colegio cardenalicio, compuesto por los cardenales obispos en primer lugar. Luego se presentaría al candidato a los cardenales presbíteros. De esta decisión proviene el dicho: ubi cardinales episcopi ibi ecclesia romana (“donde estén los cardenales obispos, allí está la iglesia de Roma”) que quiere subrayar el hecho de que no es necesario que las elecciones pontificias se celebren en Roma.
- El papel del clero restante y del pueblo romano queda reducido al derecho, puramente formal, de aprobación posterior.
- El emperador solo tendría derecho de consenso, nunca de oposición.

Esta pérdida de los derechos imperiales, basados en la Constituio Lotharii y en el Privilegium Ottonianum, provocarán el rechazo del emperador Enrique IV que declarará nulos los decretos adoptados en el sínodo lateranense.

## Relaciones exteriores

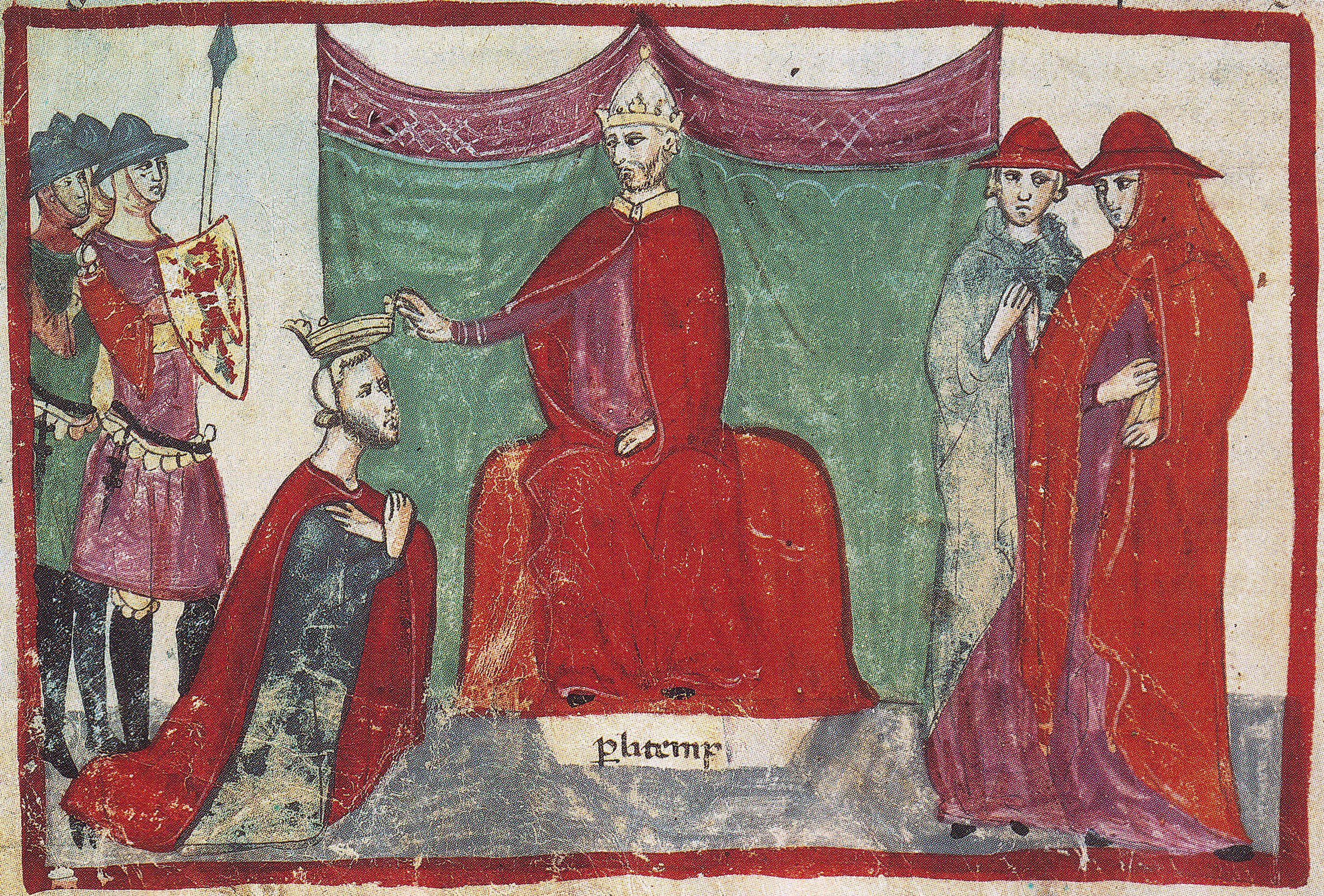
Roberto Guiscardo es proclamado por el papa Nicolás II.

Este enfrentamiento con el Sacro Imperio, que la Iglesia no considera pasajero porque lleva implícito la independencia o no de la misma, provocará que el papa Nicolás II busque nuevas alianzas para la futura lucha con el emperador. Los nuevos aliados de la Iglesia serán los normandos que, bajo la dirección de Roberto Guiscardo, se encuentran sólidamente asentados en el sur de Italia desde 1016.
La alianza cristalizará en el sínodo de Melfi (1059), en el que se ceden a los normandos, como feudo papal, una serie de territorios que hasta entonces eran imperiales; a cambio, Nicolás II, obtiene el reconocimiento del Benevento como territorio pontificio, recibirá un tributo y auxilio armado.
No fue esta la única causa que enfrentara al papado con el imperio, ya que también en 1059, la curia romana apoyó un movimiento revolucionario conocido, por el mercado de trastos viejos de Milán, como pataria, que obligó al arzobispo Guido de Velatte, nombrado por el gobierno imperial, a renunciar a su cargo y a volverlo a recibir de manos del Papa.

## Fallecimiento
Falleció en Florencia el 27 de junio de 1061, siendo enterrado en el Duomo de Florencia.